# Newarthill
 (janvier 2024).
Newarthill est un village situé dans le North Lanarkshire, en Écosse.